# نورثوود (نيوهامشير)
نورثوود (بالإنجليزية: Northwood, New Hampshire)‏ هي بلدة أمريكية تقع في الولايات المتحدة في Rockingham County. يقدر عدد سكانها بـ 4,241 نسمة ومساحتها 77.8 كم2وترتفع عن سطح البحر 170 متر.

## أعلام
- فرنسيس صموئيل دريك
- هال جاي كيلي